# Georges Desdevises du Dézert
Georges-Nicolas Desdevises du Dezért (Lessay, Manche, Baja Normandía,  Francia 21 de mayo de 1854 - Chamalières, Puy-de-Dôme, Auvernia, 15 de abril de 1942),  fue un historiador, novelista, poeta, crítico literario e hispanista francés.

## Biografía
Doctor en Derecho y en Historia, fue prolífico autor de una vasta obra que abarcó multitud de asuntos. Aunque sus primeras obras son sus tesis de licenciatura y doctorado en Derecho, no se dedicó a este oficio (solo actuó una vez en un tribunal de Caen, y como abogado de oficio). Fue profesor de historia en el lycée de Lorient en 1878, fecha en la que inicia una brillante carrera en la enseñanza que lo lleva a Le Mans, Tours, Rennes, de nuevo Caen y finalmente, en 1892, a Clermont-Ferrand. 
Su obra abarca aspectos relacionados con Normandía, Auvernia y España y el mundo hispánico, tanto que su amigo Louis Bréhier dijo de él que "este normando se imbuyó del espíritu de su país de adopción, de manera que puede decirse que, después de España, es Auvernia la que ocupa más lugar en su obra".
Su primera tesis doctoral trató sobre la condición femenina y el régimen matrimonial en el Fuero de Navarra; la segunda, en Historia, versó sobre Carlos de Aragón, el príncipe de Viana (1889), una obra muy documentada por medio de becas oficiales francesas que le permitieron sondear el Archivo de la Corona de Aragón y el Archivo General de Navarra entre 1881 y 1886; la edición en 1889 de esta obra se ha hecho clásica. Colaboró en importantes revistas, como Revue Hispanique. Desde 1882 fue catedrático en la Universidad de Clermont-Ferrand, en cuya Facultad de Letras fue decano entre 1909 y 1913. También son importantes sus estudios sobre la España del Antiguo Régimen, en particular su monumental La España del Antiguo Régimen, publicada por primera vez en francés en 1909, y traducida recientemente (Madrid: Fundación Universitaria Española (Seminario "Cisneros"), 1989.

## Obras
- Arsène Vermenouze, Aurillac, imprimerie Moderne, 1912
- Barcelone et les grands sanctuaires catalans, Paris, H. Laurens, 1913
- Clermont-Ferrand, Royat et le Puy-de-Dôme, avec Louis Bréhier, Paris, H. Laurens, 1910
- Don Carlos d'Aragon, prince de Viane. Étude sur l'Espagne du nord au siécle XV.e, Paris, A. Colin, 1889
- Gilbert-le-Croisé, Clermont-Ferrand, Impr. moderne, Mme. A. Dumont, 1925
- L’Église & l’État en France, Paris, Société Française d'Imprimerie et de Libraire, 1908
- L’Église espagnole des Indes à la fin du siècle XVIII.e, New York, [s.n.], 1917
- L’État romain et la société romaine au siècle IV.e, Caen, H. Delesques, 1891 Document :   French : Book
- «La Catalogne de 1808 à 1812», Revue des cours et conférences, 19.e Année, première sér., n.° 11 (Jan. 1911)
- La Justice en Espagne au siècle XVIII.e, Toulouse, E. Privat, 1895
- La Louisiane à la fin du siècle XVIII.e, Paris, E. Champion, 1914
- La Reine Jeanne la Folle d’après l’étude historique de D. Antonio Rodríguez Villa, Toulouse, E. Privat, 1892
- L’Auvergne et ses villes d’art: Clermont-Ferrand, Royat, le Puy-de-Dôme, Riom, Mozat, Volvic, Tournoel, avec Louis Bréhier, Paris, H. Laurens, 1932
- Le travail historique, avec Louis Bréhier, Paris, Bloud & cie, 1908
- L'Église & l'État en France, Paris, Société française d'imprimerie et de librairie, 1907-1908
- Les Jésuites de la province d'Aragon, Paris, Daupeley-Gouverneur, 1914
- Les Missions des Mojos et des Chiquitos de 1767 à 1808, New York ; Paris, [Revue Hispanique], 1918
- Les Monts d’Auvergne et le peintre Maurice Busset, Aurillac, Éditions U.S.H.A., 1931
- Les Musées de Catalogne, [S. l. n. d.], 1909
- Les Sources manuscrites de l'histoire de l'Amérique Latine à la fin du siècle XVIII.e (1760-1807), Paris, Impr. Nationale, 1914
- Les Unions irrégulières en Navarre sous le régime du fuero general, Caen, H. Delesques, 1892
- Les Wisigoths, Caen, H. Delesques, 1891
- L’Espagne de l’ancien régime: la richesse et la civilisation, Paris, Société française d'imprimerie et de librairie, 1904
- L’Espagne de l’ancien régime: la société, Paris, Société française d'imprimerie et de librairie, 1897
- L’Espagne de l’ancien régime: les institutions, Paris, Société française d'imprimerie et de librairie, 1899
- L’Inquisition aux Indes espagnoles à la fin du siècle XVIII.e, New York ; Paris, [s.n.], 1914
- «Luis Vives, d’après un ouvrage récent», Revue hispanique, Paris, C. Klincksieck, 1905, t. 12, p. [373]-412
- Philippe V d’après l’ouvrage de M. Baudrillart, Philippe V et la cour de France, Paris, 1901
- Pour la Maison de rééducation des aveugles de la guerre à Montferrand, Clermont-Ferrand, G. Mont-Louis, 1916
- Riom, Mozat, Volvic, Tournoël, avec Louis Bréhier, Paris, H. Laurens, 1932
- Sur l’Auvergne; notes, documents, extraits d’histoire et de géographie, Clermont-Ferrand, 1933-1938
- Travail historique, avec Louis Bréhier, Paris, Bloud, 1908
- Une Cathédrale endormie, Blois, Grande imprimerie de Blois, 1917
- Une Réplique aux mémoires de Guillaume II, Clermont-Ferrand, 1922
- La société espagnole au XVIII.e siècle Ann Arbor etc.: University Microfilms International, 1979.
- Don Carlos D'Aragon: Prince de Viane. Paris: Armand Colins y Cie. Editeurs, 1889, traducido modernamente como Don Carlos de Aragón, Príncipe de Viana, estudio sobre la España del norte en el siglo XV (Gobierno de Navarra, 2000)
- L’Espagne de l’Ancien Régime. Les institutions, París, 1899, traducción al castellano La España del Antiguo Régimen, Madrid, FUE, 1989.